# موتور ام۱۱۷ مرسدس-بنز
موتور ام۱۱۷ یک خانواده موتور با سیستم OHC (بادی بالا) با ۲ سوپاپ در هر سیلندر است. نوع موتور V8 است و در چندین نسخه توسط مرسدس بنز بین سالهای ۱۹۷۱ تا ۱۹۹۲ ساخته شده‌است.

## موارد استفاده
- (مرسدس-بنز دبلیو۱۰۸)[۱]
- (مرسدس-بنز دبلیو۱۰۸)[۲]

- (مرسدس-بنز دبلیو۱۱۶)[۳]
- (مرسدس-بنز آر۱۰۷ و سی۱۰۷)[۴][۵]
- (مرسدس-بنز کلاس-جی)[۶]
- (مرسدس-بنز دبلیو۱۲۶)[۷]
- (مرسدس-بنز آر۱۰۷ و سی۱۰۷)[۸]
- (مرسدس-بنز دبلیو۱۲۶)[۹]
- (مرسدس-بنز آر۱۰۷ و سی۱۰۷)[۱۰]

خودروی مسابقه‌ای

- سائوبر سی۸[۱۱]
- سائوبر سی۹[۱۲][۱۳]